# Marawan Medany
Marawan Medany (* 1. Februar 2000) ist ein bahrainischer Leichtathlet, der sich auf den Diskuswurf spezialisiert hat und in dieser Disziplin den bahrainischen Landesrekord innehat.

## Sportliche Laufbahn
Erste internationale Erfahrungen sammelte Marawan Medany im Jahr 2018, als er bei den U20-Weltmeisterschaften in Tampere mit einer Weite von 54,83 m in der Qualifikationsrunde ausschied. Im Jahr darauf gelangte er bei den Asienmeisterschaften in Doha mit 50,91 m auf Rang zwölf und bei den Militärweltspielen in Wuhan mit 51,22 m Neunter. 2021 belegte er bei den Arabischen Meisterschaften in Radés mit 54,56 m den siebten Platz und 2023 gelangte er bei den Panarabischen Spielen in Algier mit 55,37 m auf Rang vier. Anschließend belegte er bei den Asienspielen in Hangzhou mit 54,65 m den achten Platz.